# Competencia de Stackelberg
El modelo de liderazgo de Stackelberg es un juego de estrategia económica en donde el líder hace el primer movimiento y el seguidor responde con base en ello. Debe su nombre al economista alemán Heinrich Freiherr von Stackelberg, quien describió el modelo en 1934 en su obra Marktform und Gleichgewicht.
En conceptos de teoría de juegos, los participantes de este juego son un líder y un seguidor que compiten en cantidades. El líder en Stackelberg también suele ser llamado Líder de mercado.
Hay ciertos requisitos para que se logre dar un equilibrio de Stackelberg. El líder debe saber que el seguidor observa sus acciones. El seguidor no debería tener forma de saber las acciones que realizará el futuro seguidor y el líder debe ser consciente de esto; de hecho, si el seguidor pudiese saber las acciones que realizará el líder, la mejor respuesta de este sería jugar la acción del seguidor.
Las empresas pueden caer en la competencia de Stackelberg si una tiene cierta clase de ventaja permitiendo que se mueva primero. Una vez que el líder ha realizado su jugada, no puede deshacerla. Esta situación podría llegar a darse si el líder es una de las empresas principales de la industria y el seguidor es un nuevo integrante del mercado. El modo de resolución de este tipo de ejercicios, es el siguiente: en primer lugar, se halla la función de reacción de la empresa seguidora, tal cual se hace en Cournot, o sea a partir del planteamiento de la función de beneficios de la empresa seguidora, se hallan las condiciones de primer orden(CPO), que no es más que la derivada parcial del beneficio respecto a la cantidad de la seguidora y se iguala a cero, luego se despeja la cantidad de la seguidora. Tendremos así la función de reacción de la seguidora y la sustituimos en la función de beneficios de la líder, o sea la líder internaliza la función de reacción de la seguidora en su función de beneficios, a partir de aquí se hallan las CPO  para la empresa o firma líder, hallando de esta forma la cantidad que produce la líder y después sustituyendo tendremos la cantidad que produce la seguidora. 
- Datos: Q1184602